# ميشيل مارتن درولينغ
ميشيل مارتن درولينغ (بالفرنسية: Michel Martin Drolling)؛ (7 مارس 1786 - 9 يناير 1851)، كان رسامًا ينتمي إلى الحركة الكلاسيكية الحديثة، رسام قصصي ورسام بورتريه فرنسي.

## حياته
ولد ميشيل في باريس، أين بدأ الرسم تحت إشراف والده الرسام مارتن درولينغ. بعد عام 1806، درس مع الرسام الفرنسي جاك لويس ديفيد، ثم فاز بجائزة روما في عام 1810 عن لوحة «غضب أخيل». بعد عمله في الأكاديمية الفرنسية في روما، أصبح معروفا بلوحة «موت أبيل»، والتي عُرِضت في صالون باريس عام 1817.
وبناء على ذلك، تلقى العديد من الأوسمة والنياشين، وأنتج العديد من الأعمال الفنية، وعلى وجه الخصوص، لوحة «ينزل الرب إلى الأرض ليؤسس إمبراطوريته وينشر أعماله الصالحة» التي رسمها على سقف غرفة «الرجال اللامعين» في متحف اللوفر بباريس، لوحة «برلمان تور» عام 1836، و«اتفاقية الإسكندرية» في عام 1837، وكلاهما لمتحف التاريخ في قصر فرساي، ولوحة «المسيح بين الأطباء» لكنيسة نوتر دام دي لوريت في باريس في عام 1840. أُنتُخِبَ ميشيل عضوا في أكاديمية الفنون الجميلة بباريس في عام 1837، ثم عُيِّن أستاذا في المدرسة الوطنية للفنون الجميلة في نفس المدينة.
تتبع لوحاته ورسوماته حول التاريخ روح العصر، من المنظور المسرحي، تعتبر مقترنة بالألوان الساطعة، بالتباين في الأضواء، ودقة التفاصيل.
من أشهر تلاميذه: بول بودري، وفيكتور بواندوري، وجولز بريتون، وتيودور آمان، وروجر فينتون، وألفريد دي كورزون، وتشارلز جوشوا تشابلن، وبيير فيكتور غالاند، وجان جاك هينر، وكورنيليوس كريغوف، وأرماند لاروتشي.

## وفاته
توفي ميشيل مارتن درولينغ في 9 يناير 1851، ودُفِن في مقبرة مونبارناس بباريس.